# 新上舉母站
新上舉母站（日语：／ Shin-uwagoromo eki */?）是位於愛知縣豐田市司町，愛知環狀鐵道的愛知環狀鐵道線車站。

## 歷史
在計劃建設此站時的臨時站名為司站。
- 1988年（昭和63年）1月31日 - 東海旅客鐵道（JR東海）岡多線由愛知環狀鐵道繼承，同日此站啟用。
- 1989年（平成元年）度 - 上下行線月台長度由2卡延長至4卡[2]。
- 2007年（平成19年）3月24日 - 下行月台落成[3]。
- 2008年（平成20年）
  - 1月27日 - 三河豐田站至新豐田站之間成為雙線鐵路。此站變為2面2線的相對式月台[3]。
  - 3月17日 - 在此日前，此站為整日無人車站。在此日起平日早上設有站員當值[3]。此站增設自動售票機。
- 2009年（平成21年） 1月8日 - 設置列車緊急停止裝置（日语：列車非常停止装置）[3]。
- 2019年（平成31年）3月2日 - 此站開始可以使用IC卡「TOICA」[4]。

## 車站構造
車站是一座高架車站，設有2面2線相對式月台。月台可容納4卡車廂。在2008年3月17日起，平日早上會有車站職員當值。
閘口在高架橋下，該處設有液晶體顯示屏，展示列車資訊。在職員當值時段可使用自動售票機。月台與閘口之間設有樓梯與升降機。
曾經此站與大門站一樣，使用可容納雙線鐵路的高架橋上設置單式月台，後來隨著三河豐田站至新豐田站之間成為雙線鐵路，此站需要變為2面2線的相對式月台。因此在舊月台對面建設新月台，新月台中設有升降機，並於2007年3月24日落成啟用。在舊月台撤走於對面建設新線，該處設置了岡崎方向月台。
從前乘車站證明書發行機位於舊月台上，在新月台啟用後遷移至地面（檢票口）。

### 月台
| 月台 | 路線            | 上下行 | 方向               |
| ---- | --------------- | ------ | ------------------ |
| 1    | ■愛知環狀鐵道線 | 上行   | 三河豐田、岡崎方向 |
| 2    | ■愛知環狀鐵道線 | 下行   | 新豐田、高藏寺方向 |

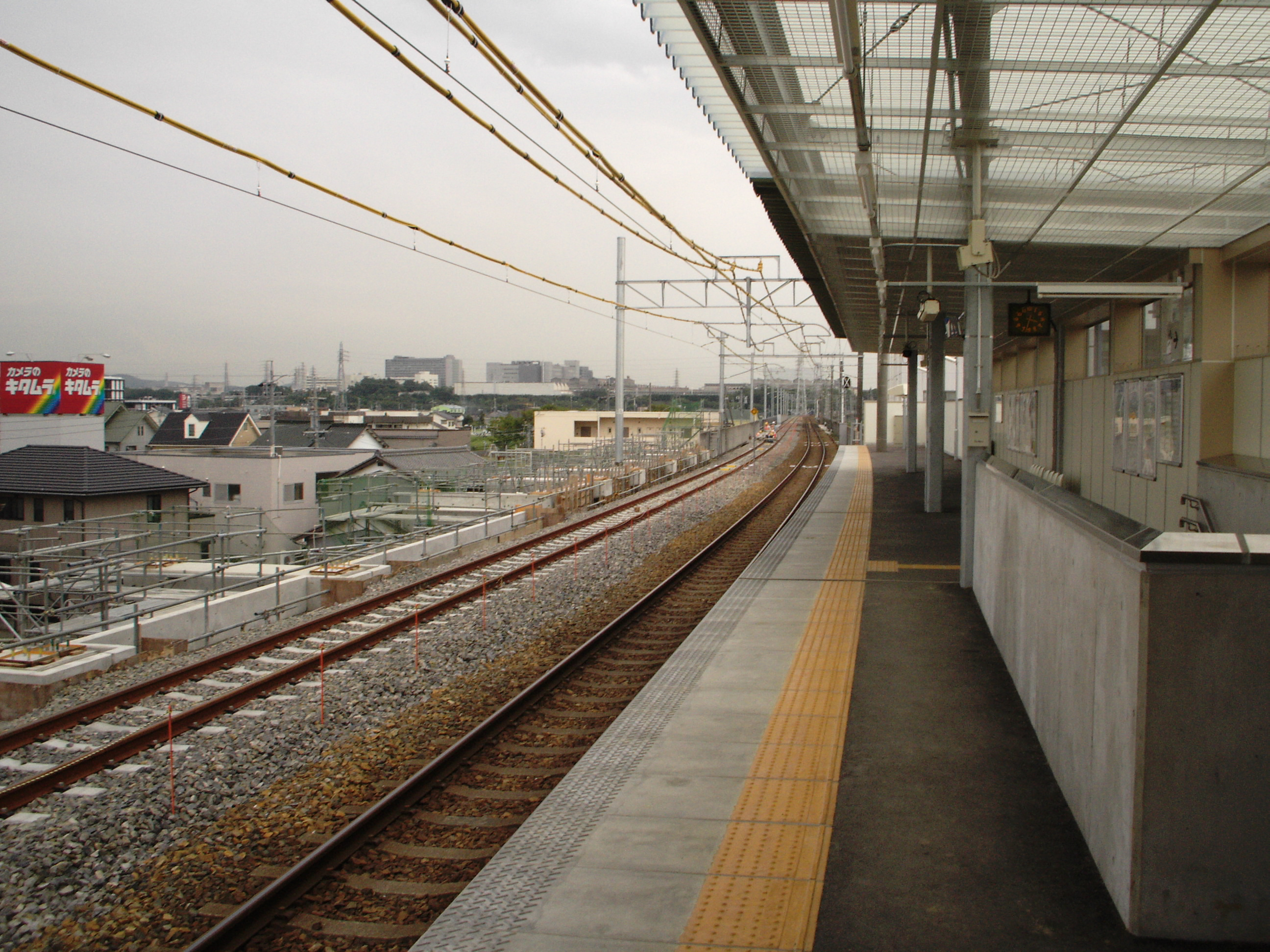
2007年新設的新月台 （拍攝當時岡崎方向月台正在建造中）
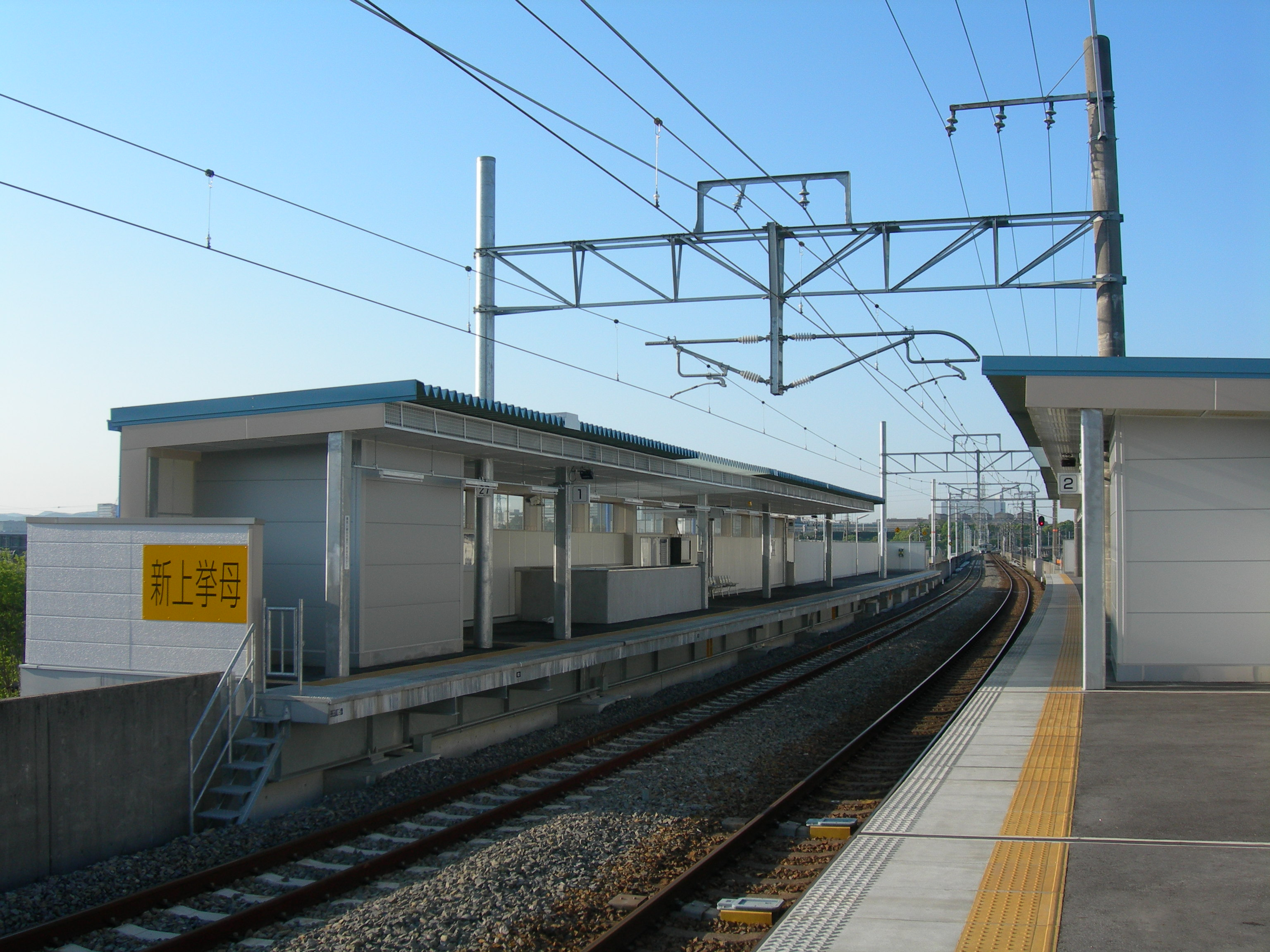
雙線化後開始使用的新月台
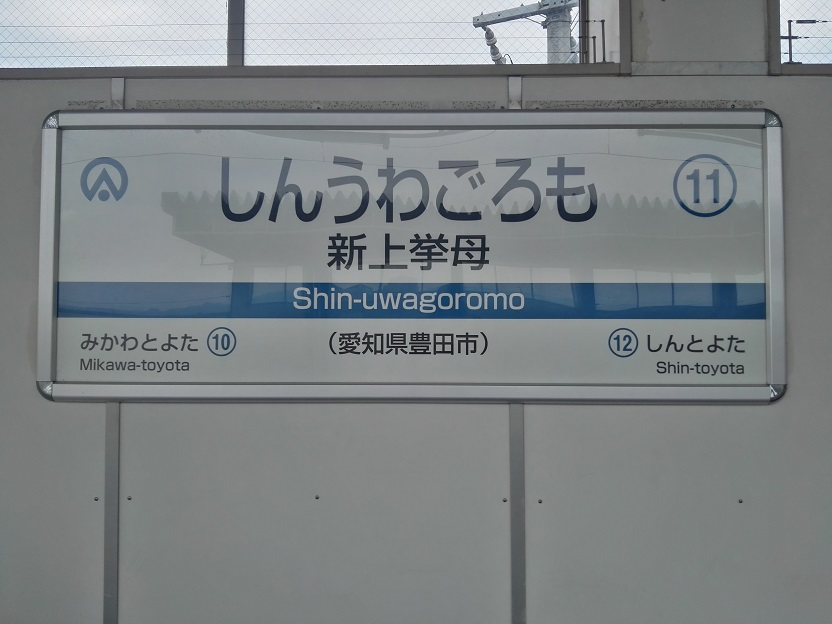
站名牌
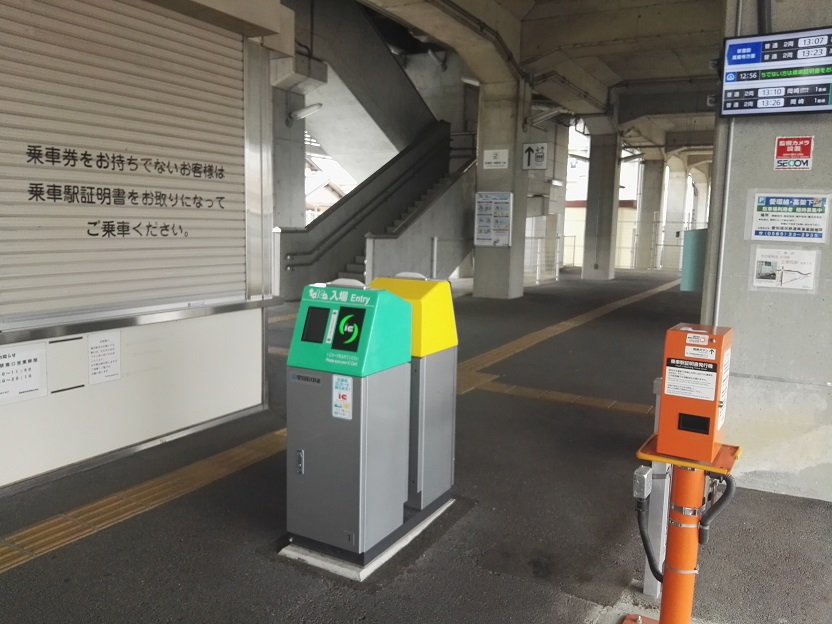
簡易TOICA閘機

### 配線圖
| ← 岡崎方向      | 三河豐田 - 新豐田雙線化時配線之變化 | → 高藏寺方向 |
| 图例 参考文献： |                                     |              |

## 車站周邊
- 名鐵三河線 上舉母站 - 位於車站東邊400米處，途中需要跨過路口。在新豐田站轉乘前往豐田市站比較方便。
- 住友塑膠工業（日语：住友ゴム工業）名古屋工場
- 國道155號（日语：国道155号）
- 豐田市立朝日丘中學（日语：豊田市立朝日丘中学校）
- 豐田市立童子山小學
- Oiden之湯
- 豐田司郵局
- 豐田Palace Inn酒店

### 巴士路線
- 名鐵巴士（日语：名鉄バス） 前往名鐵豐田市、前往豐田紀念醫院（日语：トヨタ記念病院）(巴士站名「上舉母」。巴士站位於站前迴旋路對出，不駛入迴旋路)

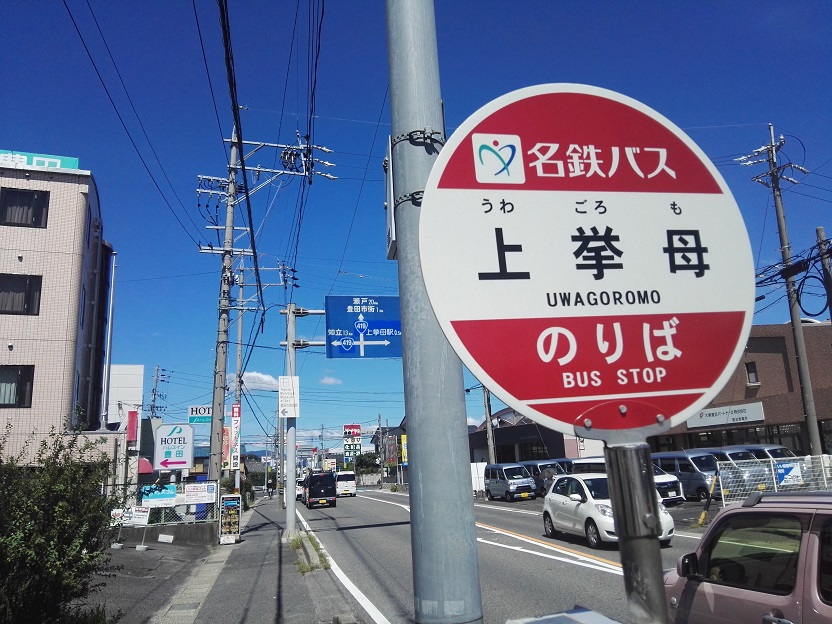
上舉母巴士站

## 使用狀況
根據「豐田市統計書」和「移動等圓滑化取組報告書」，以下為1日平均使用人次列表。
- 2004年度　808人
- 2005年度　1,109人（愛知萬博舉行當年）
- 2006年度　918人
- 2007年度　957人
- 2008年度　1,046人
- 2009年度　1,064人
- 2010年度　1,041人
- 2011年度　1,068人
- 2012年度　1,164人
- 2013年度　1,234人
- 2014年度　1,268人
- 2015年度　1,382人
- 2016年度　1,457人
- 2017年度　1,583人
- 2018年度　1,625人
- 2019年度　1,639人
- 2020年度　1,208人

## 相鄰車站
愛知環狀鐵道
愛知環狀鐵道線
三河豐田（10）－新上舉母（11）－新豐田（12）

## 注腳
1. ↑  《愛知環状鉄道の30年》114頁，愛知環狀鐵道，2019年
2. ↑  《愛知環状鉄道の30年》40頁，愛知環狀鐵道，2019年
3. 1 2 3 4  《愛知環状鉄道の30年》年表，愛知環狀鐵道株式會社，2019年
4. ↑   (PDF) (新闻稿). 愛知環状鉄道. 2018-12-12  [2020-11-08]. （原始内容 (PDF)存档于2019-06-02） （日语）.
5. ↑  愛知環狀鐵道20年史編纂委員會，《愛知環状鉄道20年史》，pp.111-112，2008年
6. ↑  オープンデータ　データ提供　豊田市統計書 （页面存档备份，存于）（日語） - 豐田市
7. ↑  移動等円滑化取組計画書・報告書 （页面存档备份，存于）（日語） - 愛知環狀鐵道

## 外部連結
- 新上舉母站資訊 （页面存档备份，存于）（日語） - 愛知環狀鐵道